# Premios de la Sociedad Internacional de Cinéfilos 2008
La 5ª edición de los Premios de la Sociedad Internacional de Cinéfilos se celebró 2008.

## Premios y nominaciones
La película ganadora está resaltada en dorado.

### Mejor película
| País           | Título                                                     | Director                  |
| -------------- | ---------------------------------------------------------- | ------------------------- |
| Rumania        | 4 Months, 3 Weeks and 2 Days                               | Cristian Mungiu           |
| Reino Unido    | Eastern Promises                                           | David Cronenberg          |
| Estados Unidos | I’m Not There                                              | Todd Haynes               |
| Estados Unidos | No Country for Old Men                                     | Joel Coen, Ethan Coen     |
| Tailandia      | Syndromes and a Century                                    | Apichatpong Weerasethakul |
| Estados Unidos | The Assassination of Jesse James by the Coward Robert Ford | Andrew Dominik            |
| Estados Unidos | The Bourne Ultimatum                                       | Paul Greengrass           |
| Francia        | The Diving Bell and the Butterfly                          | Julian Schnabel           |
| Estados Unidos | There Will Be Blood                                        | Paul Thomas Anderson      |
| Estados Unidos | Zodiac                                                     | David Fincher             |

### Resto de categorías

#### Mejor película en habla no inglesa
- 4 Months, 3 Weeks and 2 Days – Cristian Mungiu ( Rumania)
- The Diving Bell and the Butterfly – Julian Schnabel ( Francia)

#### Mejor director
- Cristian Mungiu – 4 Months, 3 Weeks and 2 Days
- Julian Schnabel – The Diving Bell and the Butterfly

#### Mejor actor
- Daniel Day-Lewis – There Will Be Blood
- Sam Riley – Control

#### Mejor actriz
- Anamaria Marinca – 4 Months, 3 Weeks and 2 Days
- Marina Hands – Lady Chatterley

#### Mejor actor de reparto
- Casey Affleck – The Assassination of Jesse James by the Coward Robert Ford
- Tommy Lee Jones – No Country for Old Men

#### Mejor actriz de reparto
- Charlotte Gainsbourg – I'm Not There
- Samantha Morton – Control

#### Mejor reparto
- I'm Not There
- The Diving Bell and the Butterfly

#### Mejor guion original
- 4 Months, 3 Weeks and 2 Days – Cristian Mungiu
- Lars and the Real Girl – Nancy Oliver

#### Mejor guion adaptado
- The Diving Bell and the Butterfly – Ronald Harwood
- No Country for Old Men – Joel Coen, Ethan Coen

#### Mejor fotografía
- The Diving Bell and the Butterfly – Janusz Kaminski
- The Assassination of Jesse James by the Coward Robert Ford – Roger Deakins

#### Mejor edición
- No Country for Old Men – Joel Coen, Ethan Coen
- The Bourne Ultimatum – Christopher Rouse

#### Mejor diseño de producción
- Sweeney Todd: The Demon Barber of Fleet Street – Dante Ferretti
- There Will Be Blood – Jack Fisk

#### Mejor banda sonora
- The Assassination of Jesse James by the Coward Robert Ford – Nick Cave, Warren Ellis
- There Will Be Blood – Jonny Greenwood

#### Mejor documental
- Sicko
- The King of Kong

#### Mejor película animada
- Persepolis
- Ratatouille